# Езовитов, Константин Борисович
Константи́н Бори́сович Езови́тов (5 (17) ноября 1893, Двинск (ныне Даугавпилс, Латвия) — 23 мая 1946, Минск) — белорусский политический, общественный и военный деятель, публицист, переводчик, педагог, генерал-майор.

## Биография
Родился в 1893 году в г. Двинск Витебской губернии (Даугавпилс).
Во время Первой Мировой войны проводил активную просветительскую и организационную работу среди солдат-белорусов Северного фронта. Был выбран заместителем председателя Центрального белорусского военного совета.
В 1916 году служил подпрапорщиком 151-го пехотного Пятигорского полка.
25 марта 1918 года участвовал в провозглашении независимости Белорусской Народной Республики, входил в состав её Рады. Занимал должность народного секретаря по армейским делам (аналог министра обороны).
В 1919—1920 годах был руководителем армейско-дипломатической миссии БНР в Латвии и Эстонии. Установил дипломатические отношения правительства БНР с правительствами Украины, Литвы, Латвии, Эстонии и Финляндии. Обратился с просьбой о военной помощи к правительству США. Содействовал переходу генерала Булак-Балаховича на белорусскую службу.
С 1921 года жил в Латвии. В 1923 году назначен управляющим белорусской городской гимназии в Лудзе. В 1924 года арестован политической полицией Латвийской Республики в составе группы 9 белорусских учителей из-за карты на стене в гимназии, где в пределах Белоруссии была указана часть России, Литвы, Польши и Латвии. Находился под арестом 11 месяцев. В 1925 году суд в Даугавпилсе оправдал всех подозреваемых.
Во время немецкой оккупации был членом марионеточной Белорусской Центральной Рады, в 1945 году занимал должность военного министра в правительстве БЦР.
В апреле 1945 года арестован СМЕРШем в Германии. По официальной версии, ослабленный туберкулёзом Езовитов умер от дистрофии в тюрьме в мае 1946 года.

## Сочинения
- Белоруссы и поляки: документы и факты из истории оккупации Белоруссии поляками в 1918 и 1919 годах: пер. с белорус. — Ковна : Изд-во им. Ф. Скорыны, 1919. — 124 с.